# Délibáb (film, 2014)
A Délibáb 2014-es magyar-szlovák westernfilm, ami Tar Sándor: A térkép szélén című regénye alapján készült. A filmet Hajdu Szabolcs rendezte, a forgatókönyvet szintén Hajdu írta meg Lovas Nándor és Jim Stark közreműködésével. A történet egy menekülő afrikai focistáról szól, aki egy a Hortobágyon működő rabszolgatelepre kerül. A film főszerepét Isaach de Bankolé játssza.
A produkció forgatása 2013 júliusa és augusztusa közt zajlott, 40 napon keresztül. A költségvetés 560 millió forint volt, ebből 350 millió volt a Magyar Nemzeti Filmalap támogatása.
A filmet először a Torontói Nemzetközi Filmfesztiválon mutatták be 2014. szeptember 5-én. Magyarországon 2014. november 13-án, Szlovákiában pedig 2015. november 12-én került a mozikba. Később, 2015. március 6-án az ADS Service adta ki DVD-n.

## Cselekmény
Francis afrikai focista, aki egy eladott mérkőzés kitudakozása után menekülni kényszerül a magyar hatóságok elöl. A férfi egy tanyán talál menedékre, a magyar puszta közepén, amiről azonban kiderül, hogy egy modern kori rabszolgatelep. A kiskirályként viselkedő Cisco vezette helyről Francis szökni próbál, sikertelenül, ezért a rabszolgákhoz kerül és lázadást kezd szítani.

## Szereplők
| Szereplő | Színész              |
| -------- | -------------------- |
| Francis  | Isaach de Bankolé    |
| Cisco    | Răzvan Vasilescu     |
| Anna     | Török-Illyés Orsolya |
| Kokas    | Dragoş Bucur         |
| Attila   | Polgár Tamás         |

## Fesztiválszereplések
- Torontói Nemzetközi Filmfesztivál (2014)
- Antalya Golden Orange Nemzetközi Filmfesztivál (2014)
- Haifa Nemzetközi Filmfesztivál (2014)
- Stockholm Nemzetközi Filmfesztivál *2014)
- Mannheim Nemzetközi Filmfesztivál (2014)
- Tallinn Black Nights Filmfesztivál (2014)
- Essonne CINESSONNE  (2014)
- Marrakech Nemzetközi Filmfesztivál (2014)
- Palm Springs Nemzetközi Filmfesztivál (2015)
- Prága FEBIOFEST (2015)
- Kolozsvár Transilvania (2015)
- Palics Nemzetközi Filmfesztivál (2015)